# NGC 4084
NGC 4084 este o liner situată în constelația Părul Berenicei. A fost descoperită în 26 aprilie 1865 de către Heinrich Louis d'Arrest. Se află la o distanță de 97,63 de megaparseci de Pământ.